# 스파게티 (오뚜기)
스파게티는 오뚜기에서 출시된 라면으로 스파게티 소스를 뿌려먹는 라면이다. 이 라면은 컵라면, 라면의 2가지 종류가 있다.
그리고 컵라면 같은 종류는 물을 약간만 남기고 버린 뒤에 스프를 넣어서 비빈 뒤에 먹는 라면이다. 또한 제품에 마카로니가 약간 들어있는 것이 특징이다.